# Niederhelfenschwil
Niederhelfenschwil – miejscowość i gmina w Szwajcarii, w kantonie St. Gallen, w okręgu Wil.

## Demografia
W Niederhelfenschwil mieszkają 3 182 osoby. W 2021 roku 7,3% populacji gminy stanowiły osoby urodzone poza Szwajcarią.  

## Transport
Przez teren gminy przebiega droga główna nr 7.